# The Virgin Suicides
The Virgin Suicides (teils verwendeter Untertitel: Verlorene Jugend, TV-Titel: Das Geheimnis ihres Todes) ist ein Film von Sofia Coppola aus dem Jahr 1999. Vorlage der fiktionalen Geschichte ist der gleichnamige Roman von Jeffrey Eugenides, dessen deutscher Titel „Die Selbstmord-Schwestern“ lautet.

## Handlung
Die Familie Lisbon lebt in den 1970er-Jahren in einem kleinen Vorstadthaus mit ihren fünf streng behüteten Töchtern Cecilia (13), Lux (14), Bonnie (15), Mary (16) und Therese (17).
Der Film beginnt mit einem Suizidversuch von Cecilia, die sich in der Badewanne die Pulsadern aufschneidet. Sie wird jedoch von einem Nachbarsjungen gefunden und kann gerettet werden. Ein Psychologe, der Cecilia anschließend behandelt, empfiehlt den Eltern, ihr „normalen Umgang mit männlichen Altersgenossen“ zu ermöglichen. Als Maßnahme beschließen Mr. und Mrs. Lisbon daher, eine Party für Cecilia zu geben, bei der auch ihre Schwestern und Jungen aus der Nachbarschaft anwesend sind. Cecilia verabschiedet sich frühzeitig. Wenig später findet ihr Vater sie tot auf – aufgespießt auf den gusseisernen Gartenzaun des Grundstücks, auf den sie aus einem Fenster des Hauses gesprungen ist.
Als es Cecilia mit diesem zweiten Suizidversuch gelingt, ihrem Leben ein Ende zu bereiten, beginnt das „Jahr der Selbstmorde“, das alle Beteiligten und Beobachter für immer verändern wird. Nach dem Verlust Cecilias spricht die Familie nicht über ihren Tod.
Der Mädchenschwarm Trip Fontaine verliebt sich in Lux Lisbon und möchte sie zum Schulball ausführen. Ihre Eltern erlauben es sogar, unter der Bedingung, dass Mr. Lisbon die Aufsicht auf dem Ball führen wird und dass Trip männliche Begleitung auch für Lisbons andere Töchter organisiert und somit alle zu dem Ball fahren können. Abgesehen von Lux sind die Lisbon-Töchter am Anfang des Abends nicht allzu begeistert von ihren Begleitern, doch letztlich haben sie an diesem Abend alle viel Spaß. Trip und Lux werden zu Homecoming-Queen und -King gewählt und machen sich gegen Ende des Balls aus dem Staub. Trip überredet Lux zu einem Spaziergang auf dem Football-Feld der Schule, der darin endet, dass Lux ihre Jungfräulichkeit verliert und sie zusammen einschlafen. Die anderen Jungs fahren mit den restlichen Schwestern am Abend ohne Lux heim.
Trip verlässt das Football-Feld frühmorgens, ohne Lux zu wecken, und lässt sie alleine zurück. Als sie aufwacht und mit dem Taxi nach Hause kommt, werden die Regeln der Eltern für ihre Töchter erneut verschärft. Lux wird ins Haus gezerrt, wobei angekündigt wird, dass die Lisbon-Schwestern die nächsten Wochen auch nicht mehr in die Schule gehen werden. Von diesem Zeitpunkt an können die Mädchen kein normales Leben mehr wie andere Jugendliche führen, sie sind stattdessen in ihren Zimmern isoliert.
Die Mutter zwingt Lux, ihre Rock-Schallplatten von Kiss und Aerosmith zu zerstören. Danach beginnt Lux, sich immer wieder nachts mit unterschiedlichen Männern auf dem Dach des Hauses zum Sex zu treffen, was die Nachbarjungs mit Ferngläsern beobachten. Die Mädchen nehmen mit den Jungs per Morsezeichen Kontakt auf, später kommunizieren sie mit Schallplatten, die sie einander am Telefon vorspielen.
Eines Abends eskaliert die Situation. Die Schwestern beschließen, ohne dass dies der Zuschauer erfährt, dem Beispiel ihrer Schwester zu folgen und sich ebenfalls umzubringen. Vorher vereinbaren sie mit den Nachbarsjungen, dass diese um Mitternacht, wenn die Eltern bereits schlafen, zu ihnen herüberkommen sollen. Aufgeregt folgen die Jungen der Einladung und finden Lux im Wohnzimmer des Hauses vor, wo sie eine Zigarette raucht. Sie bittet die Jungen hinein und teilt ihnen mit, sie und ihre Schwestern wollten aus dem elterlichen Haus fliehen. Lux weist die Jungen an, auf ihre Schwestern zu warten, während sie selbst sich zum Wagen begibt, der zur Flucht dienen soll. Nach kurzem Warten schauen sich die Jungen im Haus weiter um und finden im Keller die Leiche von Bonnie, die sich erhängt hat. Als sie Hals über Kopf das Haus verlassen wollen, stoßen sie auf dem Rückweg auf Therese, die sich mit Schlaftabletten das Leben genommen hat, und Mary, die sich im Gasofen selbst erstickt hat. Die später eintreffenden Polizisten finden außerdem Lux im Auto in der Garage des Hauses sitzend, in der sie sich mit Abgasen selbst erstickt hat.
Mr. und Mrs. Lisbon sind nach den Suiziden verzweifelt. Sie beauftragen den Verkauf des Hauses und der gesamten Einrichtung und verlassen die Stadt. Die Nachbarsjungen sammeln aus dem Müll alles, was sie an die Lisbon-Töchter erinnert.
Das Ende des Films zeigt das Verhalten der kleinstädtischen Gesellschaft nach dem Suizid der Töchter: Nach anfänglichen Unsicherheiten, sich angemessen zu verhalten, wenden sich die Menschen bald wieder ihrem alltäglichen Leben zu.
Nur die Nachbarsjungen, allesamt verliebt in eine der Lisbon-Töchter, können diese auch Jahre später nicht aus ihren Gedanken streichen und fragen sich, wie es zu den Suiziden kommen konnte. Der Film enthält einen Off-Kommentar aus der Ich-Perspektive eines inzwischen erwachsenen Nachbarsjungen. Er beschreibt, wie die Schwestern für ihn und seine Freunde ein ewiges Rätsel blieben: Obwohl sie nebenan wohnten, schienen sie immer so weit entfernt.

## Synchronisation
| Darsteller        | Rolle               | Synchronsprecher         |
| ----------------- | ------------------- | ------------------------ |
| (Giovanni Ribisi) | (Erzähler)          | Philipp Moog             |
| Kirsten Dunst     | Lux Lisbon          | Stephanie Kellner        |
| A. J. Cook        | Mary Lisbon         | Stefanie von Lerchenfeld |
| Kathleen Turner   | Mrs. Lisbon         | Traudel Haas             |
| James Woods       | Mr. Lisbon          | Gerd Böckmann            |
| Scott Glenn       | Pater Moody         | Joachim Höppner          |
| Josh Hartnett     | Trip Fontaine       | Matthias von Stegmann    |
| Michael Paré      | Trip Fontaine (alt) | Gudo Hoegel              |
| Danny DeVito      | Dr. E. M. Horniker  | Michael Habeck           |

## Kritik
„Eine ebenso eindrucksvolle wie irritierende Studie, die die im Prinzip düstere Geschichte in frohe Farben taucht und die 70er-Jahre nicht als Ära des Liberalismus feiert, sondern sie als Hort kleinbürgerlichen Denkens darstellt.“

„Nach eigenem Drehbuch gelang Sofia Coppola mit The Virgin Suicides ein subtil suggestives Werk, das ihren stilsicheren Sinn für Komposition und Musik erstmals unter Beweis stellt und eine zart humorige, zugleich schwermütige Atmosphäre kreiert.“

## Soundtrack
Neben dem offiziellen Soundtrack des Filmes hat die französische Band Air eigens für den Film das Album The Virgin Suicides veröffentlicht, auf dem jene Instrumentalstücke enthalten sind, die nicht auf dem offiziellen Soundtrack sind. Zudem sind Teile von Dialogen des Filmes in das Album eingearbeitet worden. Das musikalische Genre wird „Teenage tragedy song“ genannt, Inspirationsquelle für das Album von Air war das Lied „D.O.A.“ der Band Bloodrock aus dem Jahr 1970.

## Trivia
Den Hinweis auf den Roman von Jeffrey Eugenides bekam Sofia Coppola von dem mit ihr befreundeten Sonic-Youth-Gitarristen Thurston Moore.

## Wirkung
Die US-amerikanische Band Pom Pom Squad stellte im Video zu ihrem Song „Lux“ Szenen des Films nach.